# ستار وارز باتلفرونت (لعبة فيديو 2015)
ستار وارز باتلفرونت (بالإنجليزية: Star Wars Battlefront)‏ ، هي لعبة فيديو إلكترونية أنتجها إلكترونيك آرتس سنة 2015م ، صدرت اللعبة في شهر نوفمبر سنة 2015م ، وهي الجزء الجديد من سلسلة ستار وارز باتلفرونت ، وتمت ترجمة اللعبة بعدة لغات ومنها العربية.

## وصلات خارجية
- ستار وارز باتلفرونت على موقع IMDb (الإنجليزية)

- الموقع الرسمي